# Spazio cotangente
In geometria differenziale lo spazio cotangente è un spazio vettoriale di funzionali lineari che è possibile associare ad ogni punto di una varietà differenziabile. Tipicamente lo spazio cotangente è definito come lo spazio duale dello spazio tangente ad una varietà differenziabile, sebbene esistano altre definizioni. Gli elementi dello spazio cotangente si possono chiamare in vari modi, tra cui vettori cotangenti, vettori covarianti o covettori tangenti (più semplicemente covettori).

## Proprietà
Tutti gli spazi cotangenti su una varietà hanno la stessa dimensione, pari alla dimensione della varietà. Tutti gli spazi cotangenti possono essere "incollati" a formare il fibrato cotangente della varietà, analogo al fibrato tangente.
Gli spazi tangente e cotangente sono punto per punto spazi vettoriali isomorfi attraverso diversi possibili isomorfismi. L'introduzione di una metrica Riemanniana o di una forma simplettica crea un isomorfismo naturale puntuale tra gli spazi tangente e cotangente, associando ad ogni covettore tangente un vettore tangente canonico e viceversa.

## Definizione formale
Sia {\displaystyle M} una varietà differenziabile e sia {\displaystyle x} un punto di {\displaystyle M}. Sia {\displaystyle T_{x}M} lo spazio tangente in {\displaystyle x}. Allora lo spazio cotangente è definito come lo spazio duale di {\displaystyle T_{x}M}:
{\displaystyle T_{x}^{*}M=(T_{x}M)^{*}}
Concretamente ciò significa che gli elementi dello spazio cotangente sono funzionali lineari che operano sullo spazio tangente {\displaystyle T_{x}M}: se {\displaystyle \alpha \in T_{x}^{*}M,} allora
{\displaystyle \alpha \colon T_{x}M\rightarrow \mathbb {R} .}